# Europameisterschaften der Rhythmischen Sportgymnastik 1986
Die V. Europameisterschaften der Rhythmischen Sportgymnastik fanden zwischen dem 18. und 21. September 1986 in Florenz, Italien statt. Das Wettkampfprogramm hatte sich gegenüber den vorherigen Meisterschaften nicht verändert. Die Athletinnen traten im Einzelmehrkampf an, dazu kamen die vier Gerätefinals. An Stelle des Reifens wurde diesmal wieder mit dem Seil geturnt. Hinzu kam der Mannschaftswettbewerb.

## Ergebnisse

### Einzelmehrkampf

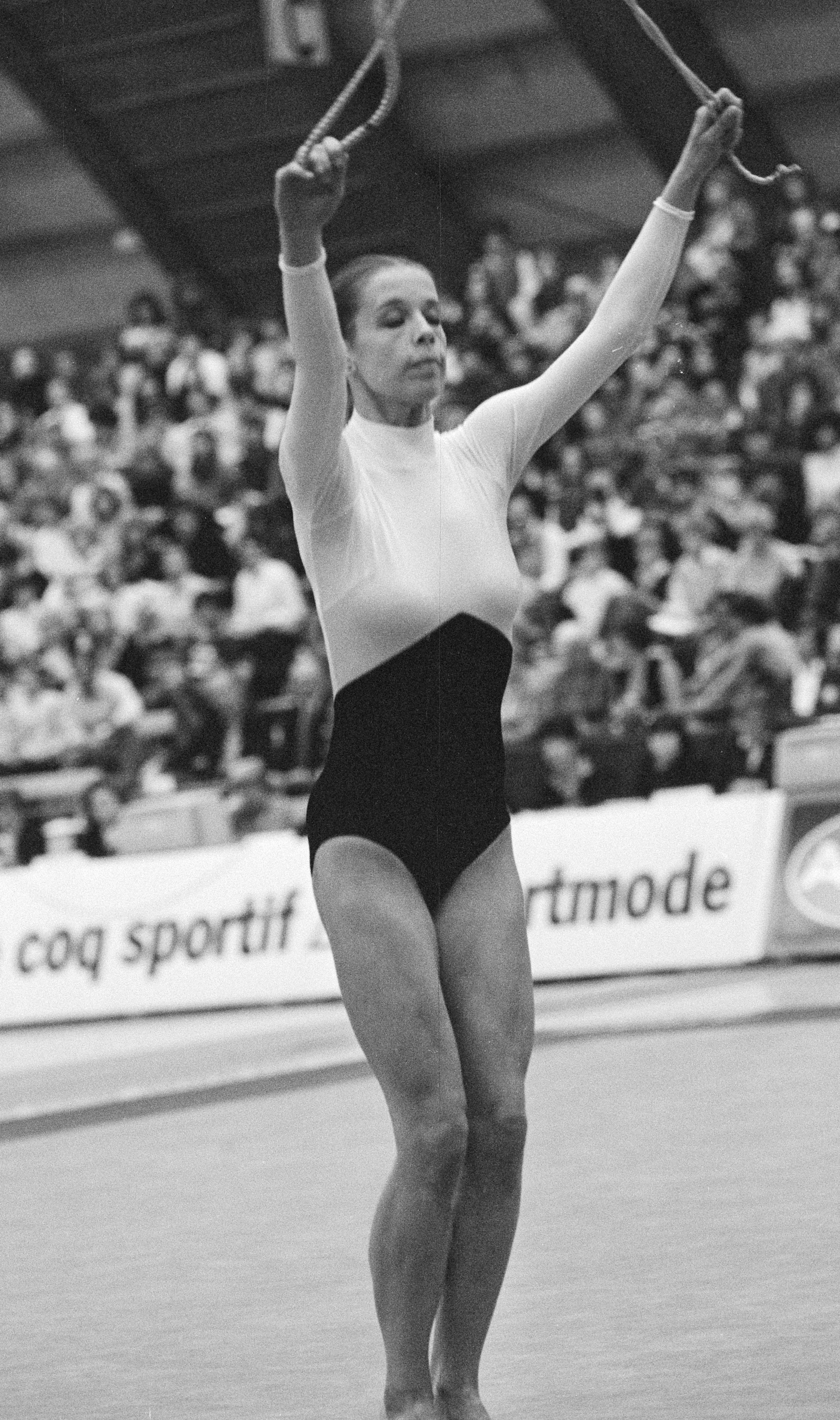
Regina Weber (BRD)

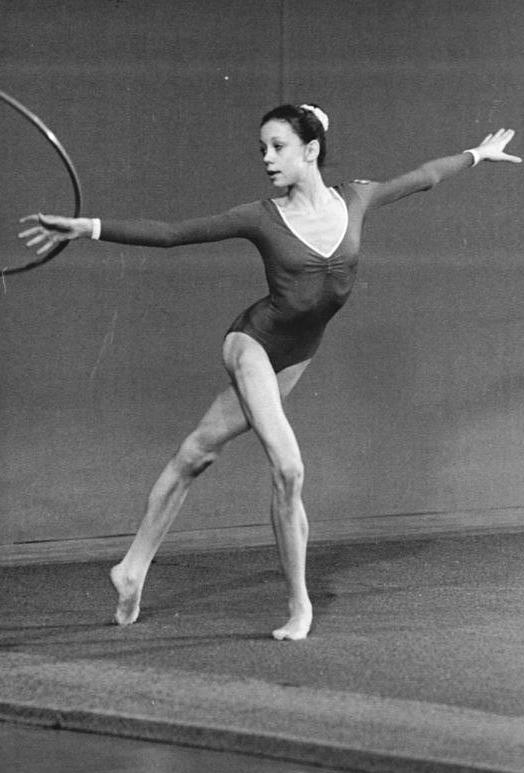
Bianca Dittrich (DDR)

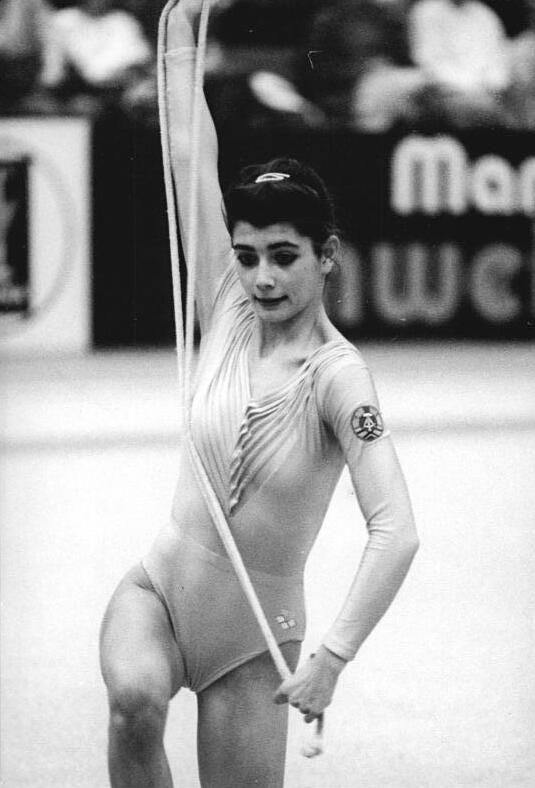
Esther Nicklas (DDR)

Zur Ermittlung des Gesamtstandes wurden die Punkte aus den Teildisziplinen Reifen, Ball, Keulen und Band zusammenaddiert.

Die besten acht Athletinnen in den Teildisziplinen (hier kursiv hervorgehoben) bestritten die Gerätefinals.
| Platz | Land                            | Athletin              | Seil   | Ball   | Keulen | Band   | Gesamt |
| ----- | ------------------------------- | --------------------- | ------ | ------ | ------ | ------ | ------ |
| 1     | Bulgarien                       | Lilia Ignatowa        | 10,000 | 10,000 | 10,000 | 9,975  | 39,975 |
| 1     | Bulgarien                       | Bianka Panowa         | 10,000 | 10,000 | 10,000 | 9,975  | 39,975 |
| 3     | Sowjetunion                     | Galina Beloglasowa    | 9,925  | 9,975  | 9,975  | 10,000 | 39,875 |
| 4     | Bulgarien                       | Adriana Dunawska      | 9,900  | 10,000 | 10,000 | 9,900  | 39,800 |
| 4     | Sowjetunion                     | Tatjana Drutschinina  | 9,975  | 9,975  | 9,875  | 9,975  | 39,800 |
| 6     | Sowjetunion                     | Maryna Lobatsch       | 9,950  | 9,925  | 9,800  | 10,000 | 39,675 |
| 7     | BR Deutschland                  | Regina Weber          | 9,900  | 9,850  | 9,825  | 9,875  | 39,450 |
| 8     | Rumänien                        | Florentina Butaru     | 9,850  | 9,875  | 9,875  | 9,825  | 39,425 |
| 9     | Italien                         | Giulia Staccioli      | 9,900  | 9,850  | 9,825  | 9,725  | 39,300 |
| 10    | Polen                           | Teresa Folga          | 9,725  | 9,725  | 9,850  | 9,800  | 39,100 |
| 11    | Rumänien                        | Alina Dragan          | 9,800  | 9,750  | 9,725  | 9,800  | 39,075 |
| 12    | Italien                         | Simona Brusa          | 9,800  | 9,725  | 9,700  | 9,750  | 38,975 |
| 12    | Spanien                         | Monserrat Manzanares  | 9,850  | 9,650  | 9,725  | 9,750  | 38,975 |
| 12    | Ungarn                          | Zsuzsa Turak          | 9,650  | 9,825  | 9,750  | 9,750  | 38,975 |
| 12    | Polen                           | Izabela Zuravska      | 9,700  | 9,675  | 9,800  | 9,800  | 38,975 |
| 16    | Ungarn                          | Andrea Sinko          | 9,825  | 9,650  | 9,625  | 9,800  | 38,900 |
| 16    | Tschechoslowakei                | Daniela Zhorovaska    | 9,725  | 9,825  | 9,650  | 9,700  | 38,900 |
| 18    | Deutsche Demokratische Republik | Esther Nicklas        | 9,725  | 9,625  | 9,700  | 9,750  | 38,800 |
| 18    | Jugoslawien                     | Milena Reljin         | 9,700  | 9,800  | 9,675  | 9,625  | 38,800 |
| 20    | Italien                         | Barbara Ferrari       | 9,750  | 9,750  | 9,600  | 9,625  | 38,725 |
| 21    | Rumänien                        | Petruta Dumitrescu    | 9,775  | 9,650  | 9,600  | 9,675  | 38,700 |
| 22    | Spanien                         | Maria Isabel Lloret   | 9,625  | 9,625  | 9,750  | 9,675  | 38,675 |
| 23    | BR Deutschland                  | Diana Schmiemann      | 9,650  | 9,675  | 9,725  | 9,550  | 38,600 |
| 24    | Spanien                         | Maria Martin          | 9,625  | 9,425  | 9,775  | 9,675  | 38,500 |
| 25    | Tschechoslowakei                | Denisa Sokolovska     | 9,600  | 9,550  | 9,600  | 9,725  | 38,475 |
| 26    | Frankreich                      | Annette Walle         | 9,600  | 9,625  | 9,650  | 9,575  | 38,450 |
| 27    | Polen                           | Beate Janzer          | 9,575  | 9,525  | 9,675  | 9,600  | 38,375 |
| 28    | Portugal                        | Patricia Jorge        | 9,425  | 9,500  | 9,600  | 9,650  | 38,175 |
| 29    | Niederlande                     | Natascha Vervoort     | 9,525  | 9,550  | 9,550  | 9,500  | 38,125 |
| 30    | Tschechoslowakei                | Jana Zapletalova      | 9,725  | 9,025  | 9,650  | 9,675  | 38,075 |
| 31    | BR Deutschland                  | Dörte Koch            | 9,325  | 9,475  | 9,575  | 9,650  | 38,025 |
| 32    | Norwegen                        | Ann Kristin Albertsen | 9,500  | 9,425  | 9,525  | 9,500  | 37,950 |
| 33    | Norwegen                        | Ylje Wiede            | 9,325  | 9,525  | 9,550  | 9,525  | 37,925 |
| 34    | Frankreich                      | Benedicte Augst       | 9,575  | 9,425  | 9,325  | 9,550  | 37,875 |
| 35    | Finnland                        | Leena Murtamo         | 9,625  | 9,350  | 9,425  | 9,425  | 37,825 |
| 36    | Deutsche Demokratische Republik | Iris Arnold           | 9,450  | 9,575  | 9,275  | 9,500  | 37,800 |
| 37    | Niederlande                     | Sophie Toenbreker     | 9,500  | 9,450  | 9,500  | 9,300  | 37,750 |
| 38    | Finnland                        | Marika Kosonen        | 9,525  | 9,375  | 9,375  | 9,450  | 37,725 |
| 39    | Jugoslawien                     | Dara Terzic           | 9,325  | 9,500  | 9,575  | 9,225  | 37,625 |
| 40    | Jugoslawien                     | Daniela Simic         | 9,300  | 9,550  | 9,225  | 9,500  | 37,575 |
| 41    | Norwegen                        | Victoria Ystborg      | 9,425  | 9,200  | 9,550  | 9,375  | 37,550 |
| 42    | Frankreich                      | Celine Nony           | 9,425  | 9,375  | 9,600  | 9,075  | 37,475 |
| 43    | Belgien                         | Laurence Brihaye      | 9,075  | 9,375  | 9,350  | 9,425  | 37,225 |
| 44    | Schweden                        | Sofia Hedman          | 9,175  | 9,475  | 9,425  | 9,075  | 37,150 |
| 45    | Niederlande                     | Irma Borgsteede       | 9,275  | 9,425  | 9,475  | 8,950  | 37,125 |
| 46    | Österreich                      | Gerlinde Hammer       | 9,150  | 9,300  | 9,375  | 9,250  | 37,075 |
| 47    | Portugal                        | Marina Baptista       | 9,325  | 9,250  | 9,300  | 9,075  | 36,950 |
| 48    | Österreich                      | Karin Lachnit         | 9,150  | 9,250  | 9,400  | 9,100  | 36,900 |
| 49    | Griechenland                    | Maria Alevizou        | 9,325  | 9,200  | 9,225  | 9,100  | 36,850 |
| 49    | Dänemark                        | Susanne Ravn          | 9,175  | 9,300  | 9,150  | 9,225  | 36,850 |
| 51    | Österreich                      | Elisabeth Bergmann    | 9,125  | 8,975  | 9,350  | 9,375  | 36,825 |
| 51    | Griechenland                    | Elena Kaitetzidou     | 9,125  | 9,350  | 9,325  | 8,900  | 36,825 |
| 53    | Vereinigtes Königreich          | Jacqueline Leavy      | 9,400  | 9,125  | 9,325  | 8,900  | 36,750 |
| 54    | Vereinigtes Königreich          | Lorraine Priest       | 8,975  | 9,275  | 9,250  | 9,225  | 36,725 |
| 55    | Vereinigtes Königreich          | Peta Machin           | 9,325  | 8,975  | 9,275  | 9,125  | 36,700 |
| 56    | Dänemark                        | Malene Franzen        | 9,275  | 8,975  | 9,400  | 8,825  | 36,475 |
| 57    | Portugal                        | Sonja Monteiro        | 9,250  | 8,925  | 9,050  | 9,200  | 36,425 |
| 58    | Dänemark                        | Ana-Katrin Korning    | 9,250  | 9,175  | 9,200  | 8,725  | 36,350 |
| 59    | Türkei                          | Sebnem Özcakir        | 8,900  | 8,775  | 9,050  | 8,925  | 35,650 |
| 60    | Belgien                         | Caroline Verbruggen   | 8,600  | 8,750  | 9,050  | 9,125  | 35,525 |
| 61    | Belgien                         | Patrizia Massez       | 8,700  | 8,800  | 8,900  | 9,075  | 35,475 |
| 61    | Griechenland                    | Lena Tripani          | 8,975  | 8,525  | 8,925  | 9,050  | 35,475 |
| 63    | Türkei                          | Tuba Akincilar        | 8,850  | 8,275  | 8,800  | 8,850  | 34,775 |
| 64    | Deutsche Demokratische Republik | Bianca Dittrich       | 9,725  | 9,400  | -      | -      | 19,125 |
| 65    | Finnland                        | Eeva-Liisa Naehri     | -      | -      | 9,450  | 9,375  | 18,825 |
| 66    | Schweden                        | Viktoria Bengtsson    | 9,300  | -      | -      | 8,950  | 18,250 |

### Gerätefinals
In allen vier Gerätefinals wurden die Teilergebnisse aus dem Einzelmehrkampf als Vornote herangezogen.
| Platz | Land           | Athletin             | Vornote | Punkte | Gesamt |
| ----- | -------------- | -------------------- | ------- | ------ | ------ |
| 1     | Bulgarien      | Lilia Ignatowa       | 10,000  | 10,000 | 20,000 |
| 1     | Bulgarien      | Bianka Panowa        | 10,000  | 10,000 | 20,000 |
| 3     | Sowjetunion    | Maryna Lobatsch      | 9,950   | 10,000 | 19,950 |
| 4     | Sowjetunion    | Tatjana Drutschinina | 9,975   | 9,950  | 19,925 |
| 5     | Italien        | Giulia Staccioli     | 9,900   | 9,900  | 19,800 |
| 6     | Rumänien       | Florentina Butaru    | 9,850   | 9,900  | 19,750 |
| 6     | BR Deutschland | Regina Weber         | 9,900   | 9,850  | 19,750 |
| 8     | Spanien        | Monserrat Manzanares | 9,850   | 9,850  | 19,700 |

Da pro Nation nur zwei Starterinnen pro Finale erlaubt waren, mussten die Sowjetrussin Galina Beloglasowa (9,925) und die Bulgarin Adriana Dunawska (9,900) auf den Start verzichten. Für sie rückten Florentina Butaru (ROM) und Monserrat Manzanares (ESP) nach, die beide mit einer 9,850 als Vornote antraten.
| Platz | Land           | Athletin             | Vornote | Punkte | Gesamt |
| ----- | -------------- | -------------------- | ------- | ------ | ------ |
| 1     | Sowjetunion    | Galina Beloglasowa   | 9,975   | 10,000 | 19,975 |
| 1     | Bulgarien      | Adriana Dunawska     | 10,000  | 9,975  | 19,975 |
| 1     | Sowjetunion    | Tatjana Drutschinina | 9,975   | 10,000 | 19,975 |
| 4     | Bulgarien      | Bianka Panowa        | 10,000  | 9,900  | 19,900 |
| 5     | Rumänien       | Florentina Butaru    | 9,875   | 9,925  | 19,800 |
| 6     | Italien        | Giulia Staccioli     | 9,850   | 9,900  | 19,750 |
| 7     | BR Deutschland | Regina Weber         | 9,850   | 9,875  | 19,725 |
| 8     | Ungarn         | Zsuzsa Turak         | 9,825   | 9,850  | 19,675 |

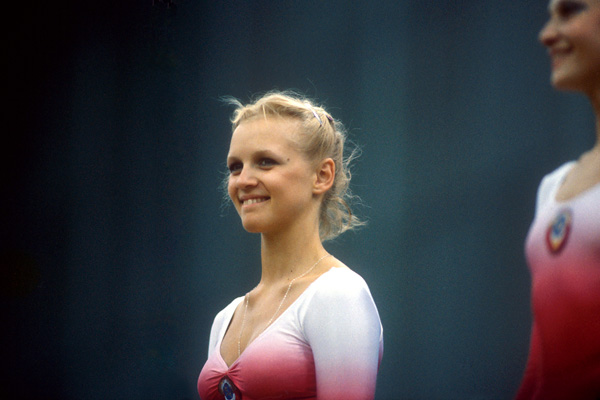
Galina Beloglasowa (URS)
Europameisterin mit dem Ball und dem Band

Zum ersten Mal gab es bei einer Europameisterschaft drei Siegerinnen.

Da pro Nation nur zwei Starterinnen pro Finale erlaubt waren, mussten die Bulgarin Lilia Ignatowa trotz einer 10,000 im Mehrkampf und die Sowjetrussin Maryna Lobatsch (9,925) auf den Start verzichten. Für sie rückten Florentina Butaru (ROM) mit einer 9,850 als Vornote und Zsuzsa Turak (HUN) mit einer 9,825 als Vornote nach.
| Platz | Land           | Athletin             | Vornote | Punkte | Gesamt |
| ----- | -------------- | -------------------- | ------- | ------ | ------ |
| 1     | Bulgarien      | Lilia Ignatowa       | 10,000  | 10,000 | 20,000 |
| 1     | Bulgarien      | Bianka Panowa        | 10,000  | 10,000 | 20,000 |
| 3     | Sowjetunion    | Galina Beloglasowa   | 9,975   | 10,000 | 19,975 |
| 4     | Sowjetunion    | Tatjana Drutschinina | 9,875   | 10,000 | 19,875 |
| 5     | Rumänien       | Florentina Butaru    | 9,875   | 9,900  | 19,775 |
| 6     | Italien        | Giulia Staccioli     | 9,825   | 9,875  | 19,700 |
| 7     | BR Deutschland | Regina Weber         | 9,825   | 9,850  | 19,675 |
| 8     | Polen          | Teresa Folga         | 9,850   | 9,800  | 19,650 |

Da pro Nation nur zwei Starterinnen pro Finale erlaubt waren, musste die Bulgarin Adriana Dunawska trotz einer 10,000 im Mehrkampf auf den Start verzichten. Für sie rückte Giulia Staccioli (ITA) mit einer 9,825 als Vornote nach.
| Platz | Land           | Athletin           | Vornote | Punkte | Gesamt |
| ----- | -------------- | ------------------ | ------- | ------ | ------ |
| 1     | Sowjetunion    | Galina Beloglasowa | 10,000  | 10,000 | 20,000 |
| 2     | Bulgarien      | Lilia Ignatowa     | 9,975   | 10,000 | 19,975 |
| 2     | Bulgarien      | Bianka Panowa      | 9,975   | 10,000 | 19,975 |
| 4     | Sowjetunion    | Maryna Lobatsch    | 10,000  | 9,900  | 19,900 |
| 5     | Rumänien       | Florentina Butaru  | 9,825   | 9,900  | 19,725 |
| 6     | Polen          | Teresa Folga       | 9,800   | 9,800  | 19,600 |
| 7     | BR Deutschland | Regina Weber       | 9,875   | 9,700  | 19,575 |
| 8     | Rumänien       | Alina Dragan       | 9,800   | 9,700  | 19,500 |

Da pro Nation nur zwei Starterinnen pro Finale erlaubt waren, mussten die Bulgarin Adriana Dunawska (9,900) und die Sowjetrussin Tatjana Drutschinina (9,975) auf den Start verzichten. Für sie rückten die Polin Teresa Folga und die Rumänin Alina Dragan, die im Mehrkampf jeweils eine 9,800 erzielten, nach.

### Gruppe
Der Teamwettkampf bestand aus einem Vorkampf und einem Finale. Im Vorkampf wurden zwei Umläufe geturnt, die Punkte zu einem Gesamtresultat aufaddiert. Die acht besten Mannschaften zogen ins Finale ein. Hier wurde wieder ein Umlauf geturnt. Zu den erzielten Punkten wurde dann der Punktedurchschnitt der beiden Vorkampfumläufe hinzuaddiert.

#### Vorkampf
| Platz | Land                   | Umlauf 1 | Umlauf 2 | Gesamt |
| ----- | ---------------------- | -------- | -------- | ------ |
| 1     | Bulgarien              | 19,950   | 19,975   | 39,925 |
| 2     | Sowjetunion            | 19,875   | 19,925   | 39,800 |
| 3     | Spanien                | 19,550   | 19,775   | 39,325 |
| 4     | Italien                | 19,600   | 19,650   | 39,250 |
| 5     | Ungarn                 | 19,250   | 19,575   | 38,825 |
| 6     | Niederlande            | 19,150   | 19,500   | 38,650 |
| 7     | Griechenland           | 19,425   | 19,200   | 38,625 |
| 8     | Österreich             | 19,175   | 19,425   | 38,600 |
| 9     | BR Deutschland         | 19,225   | 19,325   | 38,550 |
| 10    | Frankreich             | 19,025   | 19,175   | 38,200 |
| 11    | Finnland               | 19,125   | 18,550   | 37,675 |
| 12    | Norwegen               | 18,125   | 18,950   | 37,075 |
| 13    | Schweiz                | 18,300   | 18,725   | 37,025 |
| 14    | Schweden               | 18,525   | 17,625   | 36,150 |
| 15    | Vereinigtes Königreich | 18,025   | 17,550   | 35,575 |

#### Finale
| Platz | Land                            | Durchschnitt | Finalpunkte | Gesamt |
| ----- | ------------------------------- | ------------ | ----------- | ------ |
| 1     | Bulgarien                       | 19,963       | 19,925      | 39,888 |
| 2     | Sowjetunion                     | 19,900       | 19,800      | 39,700 |
| 3     | Spanien                         | 19,663       | 19,775      | 38,438 |
| 4     | Italien                         | 19,625       | 19,725      | 39,350 |
| 5     | Ungarn                          | 19,413       | 19,550      | 38,963 |
| 6     | Deutsche Demokratische Republik | 19,313       | 19,625      | 38,938 |
| 7     | Niederlande                     | 19,325       | 19,500      | 38,825 |
| 8     | Österreich                      | 19,300       | 19,475      | 38,775 |

## Medaillenspiegel
| Medaillenspiegel |             |      |        |        |        |
| Platz            | Land        | Gold | Silber | Bronze | Gesamt |
| 1                | Bulgarien   | 8    | 2      | 0      | 10     |
| 2                | Sowjetunion | 3    | 1      | 3      | 7      |
| 3                | Spanien     | 0    | 0      | 1      | 1      |